# Mường Sang
Mường Sang là một phường thuộc thị xã Mộc Châu, tỉnh Sơn La, Việt Nam.

## Địa lý
Phường Mường Sang có vị trí địa lý:
- Phía đông giáp các phường Đông Sang, Mộc Lỵ, Mộc Sơn
- Phía tây giáp xã Chiềng Khừa
- Phía nam giáp phường Đông Sang và các xã Chiềng Sơn, Chiềng Khừa
- Phía bắc giáp phường Mộc Lỵ và xã Chiềng Hắc.

Phường Mường Sang có diện tích 20,66 km², dân số năm 2023 là 11.495 người, mật độ dân số đạt 556 người/km².

## Hành chính
Phường Mường Sang được chia thành 10 tổ dân phố: 19/8, An Thái, Bãi Sậy, Là Ngà 1, Là Ngà 2, Lùn, Nà Bó 1, Nà Bó 2, Thái Hưng, Vặt.

## Lịch sử
Ngày 16 tháng 5 năm 1998, Chính phủ ban hành Nghị định số 31/1998/NĐ-CP về việc thành lập xã Đông Sang thuộc huyện Mộc Châu trên cơ sở 4.289 ha diện tích tự nhiên và 3.530 nhân khẩu của xã Mường Sang.
Sau khi điều chỉnh địa giới hành chính, xã Mường Sang có 9.098 ha diện tích tự nhiên và 4.228 nhân khẩu.
Ngày 14 tháng 11 năm 2024, Ủy ban Thường vụ Quốc hội ban hành Nghị quyết số 1280/NQ-UBTVQH15 về việc sắp xếp đơn vị hành chính cấp huyện, cấp xã của tỉnh Sơn La giai đoạn 2023 – 2025 (nghị quyết có hiệu lực từ ngày 1 tháng 2 năm 2025). Theo đó:
- Thành lập phường Mường Sang thuộc thị xã Mộc Châu trên cơ sở 20,66 km² diện tích tự nhiên và quy mô dân số là 11.495 người của xã Mường Sang.
- Sáp nhập 27,25 km² diện tích tự nhiên của xã Mường Sang vào xã Chiềng Hắc.
- Sáp nhập 17,91 km² diện tích tự nhiên của xã Mường Sang vào xã Chiềng Khừa.
- Sáp nhập 25,19 km² diện tích tự nhiên và quy mô dân số là 501 người của xã Mường Sang vào xã Chiềng Sơn.

Ngày 20 tháng 1 năm 2025, UBND tỉnh Sơn La ban hành Quyết định số 163/QĐ-UBND về việc:
- Chuyển Bản 19/8 thành tổ dân phố 19/8.
- Chuyển bản An Thái thành tổ dân phố An Thái.
- Chuyển bản Bãi Sậy thành tổ dân phố Bãi Sậy.
- Chuyển bản Là Ngà 1 thành tổ dân phố Là Ngà 1.
- Chuyển bản Là Ngà 2 thành tổ dân phố Là Ngà 2.
- Chuyển Bản Lùn thành tổ dân phố Lùn.
- Chuyển bản Nà Bó 1 thành tổ dân phố Nà Bó 1.
- Chuyển bản Nà Bó 2 thành tổ dân phố Nà Bó 2.
- Chuyển bản Thái Hưng thành tổ dân phố Thái Hưng.
- Chuyển Bản Vặt thành tổ dân phố Vặt.